# Ugo Betti
Ugo Betti (4. února 1892 Camerino - 9. června 1953 Řím) byl italský básník, prozaik, soudce a spolu s Luigi Pirandellou významný dramatik.

## Životopis
Narodil se 4. února 1892 v italském městě Camerino. Během studii práv v Parmě, vypukla první světová válka, jejímž se stal dobrovolným účastníkem. V letech 1917-1918 byl v německém zajetí ve kterém napsal své první dílo Il re pensieroso, které vyšlo v roce 1922. V roce 1920 se stal soudcem, ale této činnosti se nevěnoval a napsal další dva svazky poezie, tři knihy povídek, román a 26 her. První hra La Padrona v roce 1927, přinesla smíšené reakce, přesto se začal věnovat psaní divadelních her, kvůli čemuž se v roce 1931 přestěhoval z Parmy do Říma. V roce 1938 byl obviněn nacisty, že je Židem a antifašistou, po ukončení druhé světové války byl všech těchto obvinění zbaven.

## Literární tvorba
Jeho díla zkoumají povahu zla a existenciální vinu zažívanou protagonisty. Objevilo se u něho téma vykoupení, soudnictví a trestního práva. Někdy byl označován jako „italský Kafka“, protože trestní vyšetřování bylo charakteristickým motivem v jeho hrách. Jeho nejznámější hrou byla Corruzione al Palazzo di Giustizia (Korupce v Justičním paláci), která pojednávala o vyšetřování a možnosti korupce v soudnictví. Hlavní hrdina vyšetřovatel zjistil, že za korupci může stále více lidí. Čím více propadal pocitům beznaděje a zoufalství a tím byl veden k řešení své vlastní viny.
V pozdějších letech pracoval v knihovně Ministerstva spravedlnosti. Nejvíce hodnoceným se stal v závěrečném období své kariéry, od roku 1940 až do své smrti.

## Dílo
- Il re pensieroso (Obratnost, 1922)
- La Padrona (Paní domu, 1926)
- L'isola meravigliosa (Nádherný ostrov, 1929)
- Una bella domenica di settembre (Krásná neděle v září, 1935)
- I nostri sogni (Naše sny, 1936)
- Frana allo scalo nord (Pozemek na severní straně, 1936)
- Il paese delle vacanze (Léto, 1937)
- Favola di Natale (Vánoční pohádka, 1937)
- Il cacciatore di anitre (Kachna lovec, 1940)
- Il diluvio (Povodeň, 1943)
- Spiritismo nell'antica casa (Spiritismus ve starém domě, 1944)
- Corruzione al Palazzo di Giustizia (Korupce v Justičním paláci, 1944-1945)
- Delitto all'isola delle capre (Zločin na ostrově koz, 1946)
- Ispezione (Inspekce, 1947)
- Aque turbate (Problémy s vodou, 1948)
- La regina e lgli insorti (Královna a povstalci, 1949)
- L'aiuola Bruciata (Hořlavý květináč, 1952)
- La Fuggitiva (Útěk, 1953)